# Graziella Galán
Graziella Galán Bueno, conocida artísticamente como «Miss Kay» o «La farfalla rossa» (Madrid, 17 de mayo de 1958) es una artista de circo multidisciplinar española, especializada en acrobacia y trapecio. Es reconocida por ser la primera mujer en el mundo en realizar la técnica de la mosca humana en el siglo XX, que consiste en caminar cabeza abajo suspendida por los pies a alturas de unos 15 metros del suelo, y por ser una de las pocas trapecistas del siglo XXI que no usa mecánica (loncha) de seguridad en sus actuaciones. A lo largo de su trayectoria artística ha trabajado, entre otros, en el Circo de Ángel Cristo, el Circo Raluy o el Circo Roncalli en Alemania. En 2022 fue galardonada con la Medalla de Oro al Mérito en las Bellas Artes de España.

## Trayectoria
Hija de una familia numerosa y hermana del compositor, director de orquesta y fundador del grupo Cosmos 21, Carlos Galán Bueno. Comenzó con quince años a entrenar en el gimnasio Moscardó de Madrid llegando a ser campeona de España en la especialidad de cama elástica. Estaba cursando la carrera de Biológicas en la universidad cuando decidió dedicarse al circo.
En 1980, junto a Juan Farga realizó su primera temporada como acróbata en la cama elástica en el Circo Ruso de Ángel Cristo, bajo el nombre Los Graziella. Un año después, actuó en el Circo Cardenal y en 1982, como trapecista volante en el Palacio de Cristal de Oporto.
Entre 1985 y 1990, Galán formó parte del dúo Cristal, junto al portor, José Crespo, con quien realizaba un número de cuadrante aéreo, con el que actuaron varias temporadas en el Circo Royal London en Asia y el Circo Mundial. En 1990, participó en el programa de La 1, No te lo pierdas, en la sección dedicada al circo Pista de estrellas, en el que mostró su número de cuadrante aéreo. Un año después, se incorporó a la troupe de trapecistas volantes del Circo Europa, y recorrió Europa participando, entre otros, en el Circo Cittá de Roma, Circo Hellas, Hansa Theatre de Hamburgo o el Circo de la familia Faggioni. También actuó como bailarina ecuestre, junto a la artista inglesa domadora de caballos Yasmine Smart. 
Fue contratada como principal atracción del Circo Italiano en 1993, por su número de trapecio de fuerza. Un año después, en 1994 empezó a trabajar en el Circo Roncalli, donde se presentó hasta 2005. Desde 1996, también fue parte de la programación en diferentes temporadas del Circo Raluy, incluyendo giras internacionales por Argentina, Luxemburgo, Bélgica y Noruega.
En 1998, conoció al acróbata de Canadá, Kay Leclarc, quién hacía el número de hombre mosca y le propuso crear la versión femenina de su especialidad artística. Debutó con el espectáculo Upside down, en Israel en 2002, que desarrolló bajo el nombre artístico «Miss Kay», convirtiéndose en la primera mujer en el mundo en realizar la técnica de la mosca humana en el siglo XX. Ese mismo año, Galán llevó su número de «mujer mosca» a China, con el australiano Circus Bonito de Mickael Edgley. Dos años después, actuó en el Cirque Phénix de París y en el Circo Roncalli. Ese mismo año, en diciembre, actuó en Palermo en el circo de la familia de los Curatola, de Mavila Laerte.
En 2006, actuó en el parque Connyland de la familia Gasser en Suiza, en el Circo Price de Madrid y con el Circo Benneweis en Dinamarca. Posteriormente lo hizo en Zúrich con el Circus Conelly. Dos años después, en 2008, participó en el show Mirages, del circo Arlette Gruss con el que realizó una gira por Francia de once meses con un número en el que mezclaba la técnica de mujer mosca con malabares o tocar un saxofón. En 2009, pasó a formar parte del Circo de los Horrores de Jesús Silva, participando en el espectáculo Psicósis con un número donde hizo de mujer mosca, caminando cabeza abajo por el techo del auditorio suspendida por los pies. Galán participó como trapecista, en 2010, en la ópera de su hermano, a Babel, que se representó en el Teatro de la Zarzuela de Madrid. Desde 2018, participa en el elenco de Le Voyage des Mages, un espectáculo del belga Luc Petit, con el personaje del Rey Gaspar. Además de ser una habitual artista de la programación del Circo Quimera de Raúl Alegría.
En mayo de 2019, actuó en el espectáculo Miss Mara. Quien se reserva no es artista, en torno a la figura de la trapecista Miss Mara; un espectáculo producido por el Price, bajo la dirección de la compañía Teatro en Vilo, con la participación de las trapecistas Fátima Baeza y Sabrina Catalán, y la música en directo de Lise Belperron. Desde este mismo año, forma parte del jurado del Festival Iberoamericano de Circo (FIRCO), que se celebra anualmente en el Teatro Circo Price de Madrid.
Forma parte del espectáculo Vetus Venustas, dirigido por Leandro Mendoza, que se estrenó en el Festival Griego de 2023 y trata sobre el impacto de envejecer dentro de la sociedad. Mezcla la experiencia de dos generaciones de artistas de circo: los veteranos con edades entre 65 y 78 años, entre los que se encuentran Galán, Miguel Ángel Fernández Vanelli y Peter Panero, con la de los jóvenes Iara Gueller y Christian Padilla.
Galán también ha trabajado como doble de riesgo y preparadora de artistas en circo, cine y teatro, como para la película Siesta (1987) de Mary Lambert, la obra de teatro El sueño de una noche de verano (1987) de Miguel Narros, el musical Cats (Alemania, 2003), el Circo Quimera y algunos espectáculos del Price.

## Premios y reconocimientos
El Ayuntamiento de Madrid le concedió a Galán el Premio Villa de Madrid 2007 en la categoría de Actividad Circense “Circo Price”, por su actuación en el espectáculo Navidades en el Price con su número de altura. El jurado estuvo presidido por el escritor Jaime de Armiñán, y compuesto por la trapecista Miss Mara, el escritor Pedro Rocamora, el actor y director de escena Joan Montanyès “Monti” y el director de la Escuela de Circo Carampa Donald B. Lehn.
En 2018, recibió el Premio Peregrinos de la Alegría, concedido por el colectivo Amigos de los Hermanos Tonetti y que se entrega anualmente en el circo de las Ferias de Santiago para reconocer las “trayectorias profesionales de calidad indiscutible, protagonizadas por personas creativas y generosas”.
En diciembre de 2021, Galán fue galardonada con el Premio Zirkòlika a la Trayectoria, por sus 40 años dedicados al arte circense. Este premio es otorgado por la Revista Zirkòlika, anualmente, desde 2010, en la gala Noche de circo (Nit de circ) celebrada en Barcelona, con el objetivo de reconocer el trabajo de artistas y compañías de circo españoles.
En 2022, el Ministerio de Cultura y Deporte de España le concedió la Medalla de Oro al Mérito en las Bellas Artes, una distinción no remunerada que premia trayectorias destacadas en el campo de la creación artística y cultural o hayan prestado notorios servicios en el fomento, desarrollo o difusión del arte y la cultura o en la conservación del patrimonio artístico.

## Galería

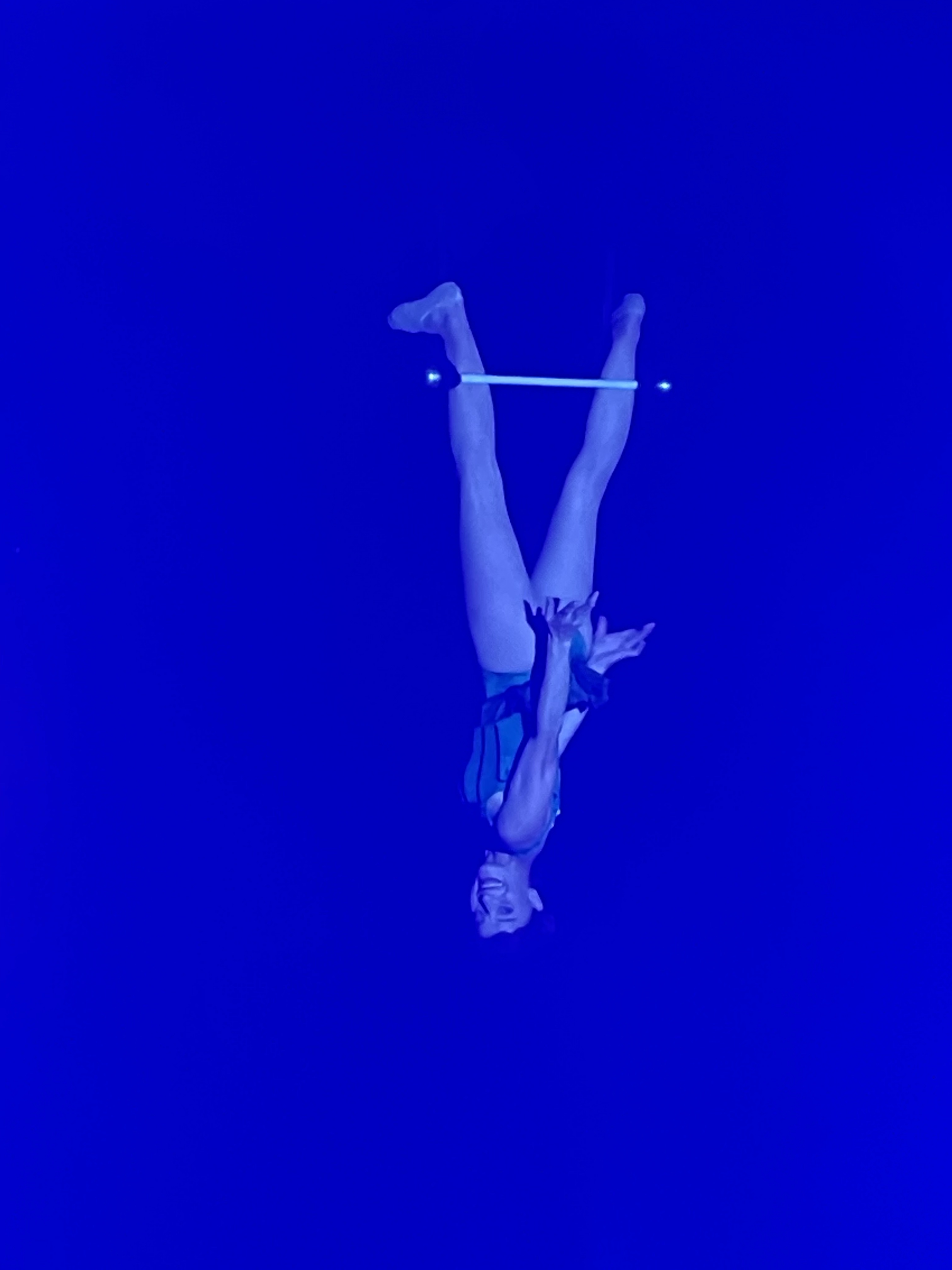
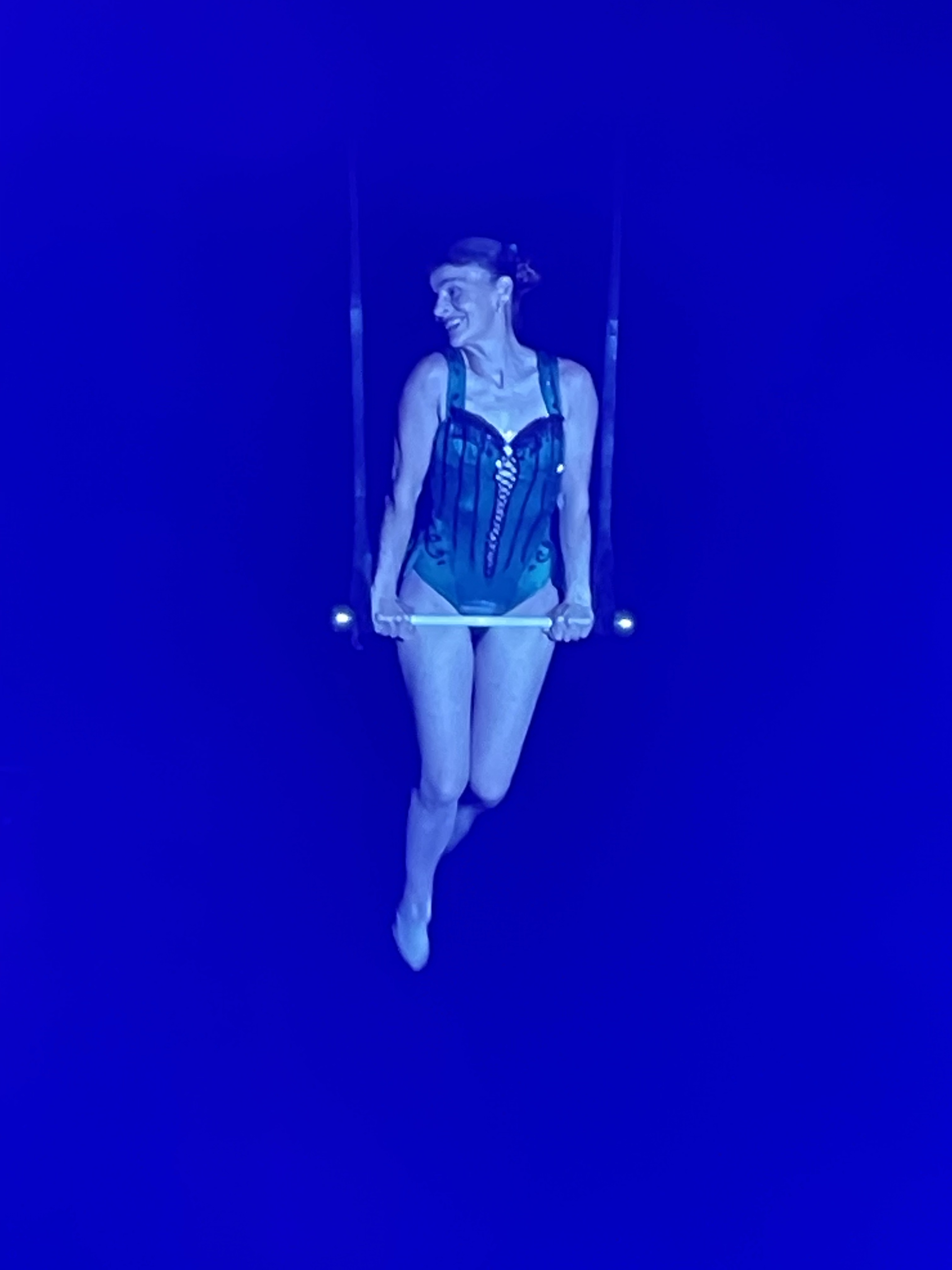
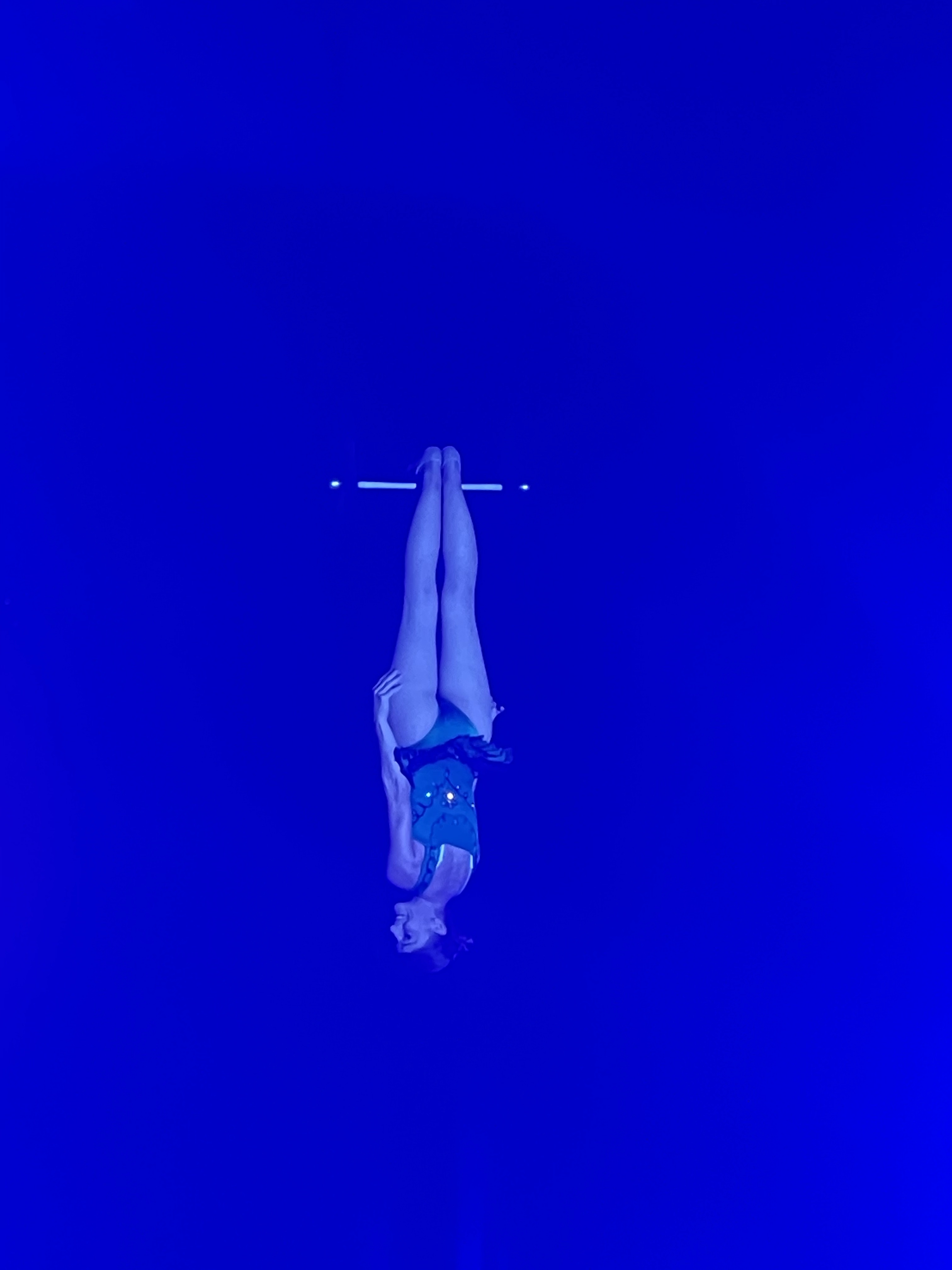
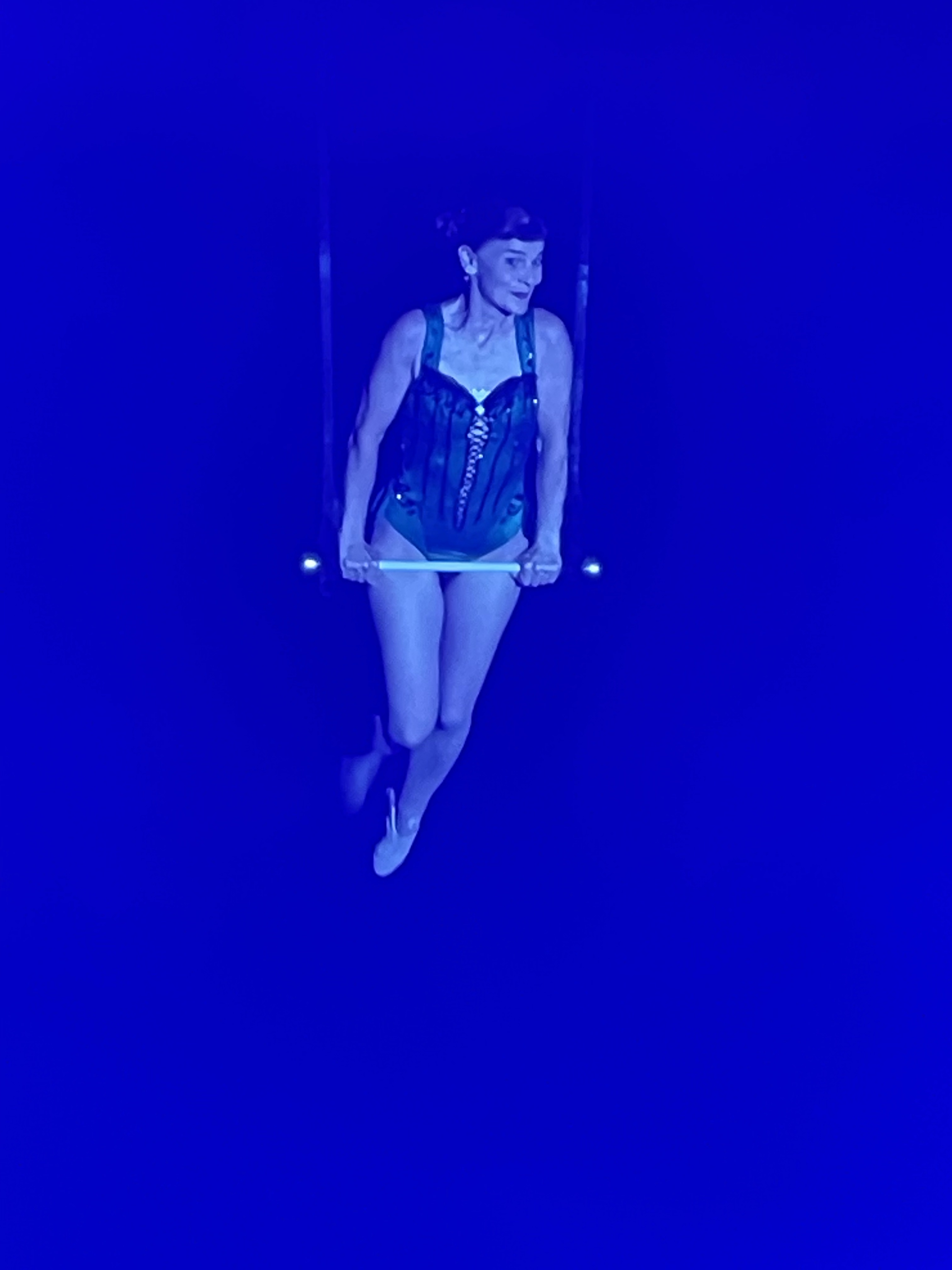
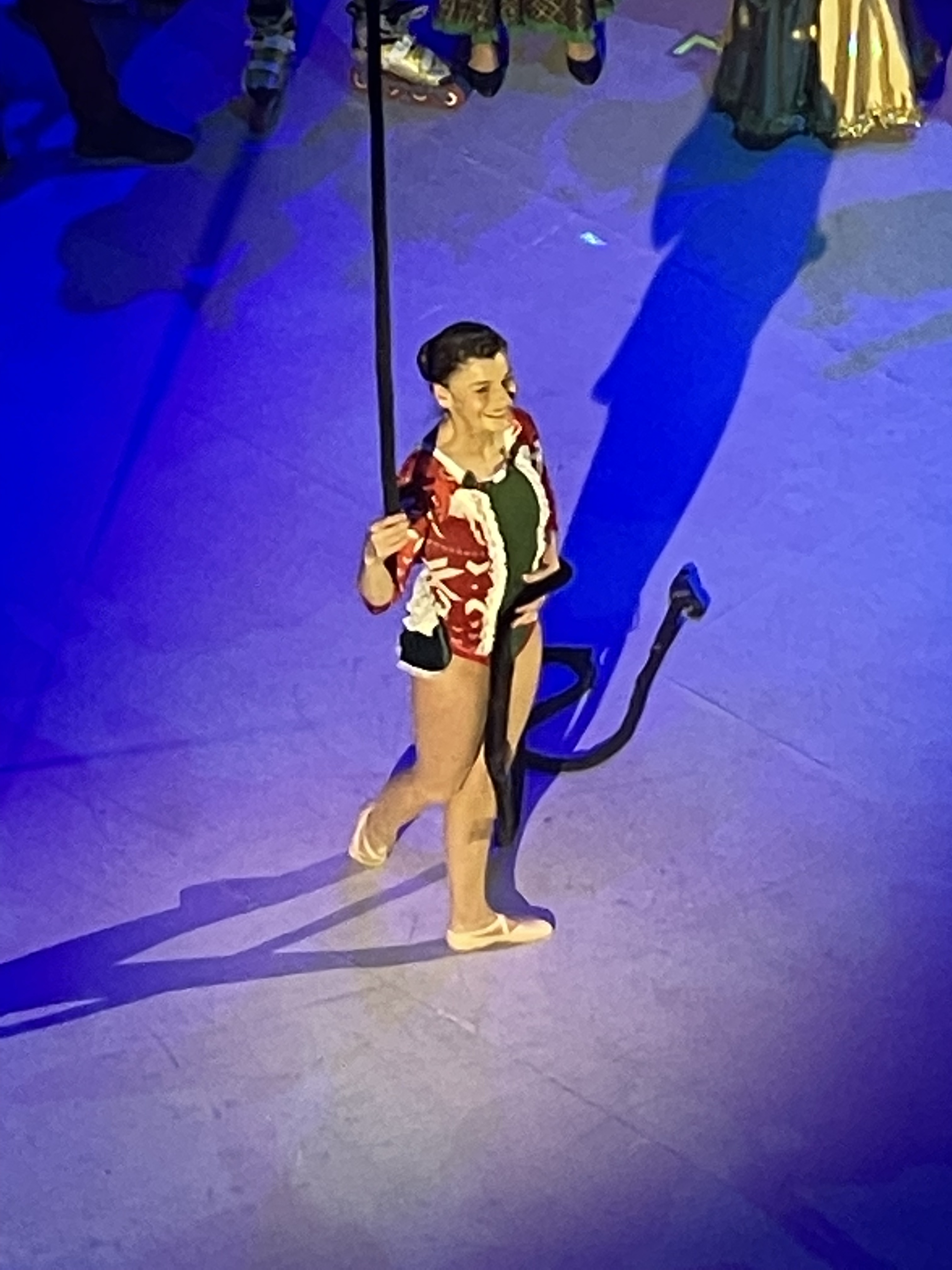
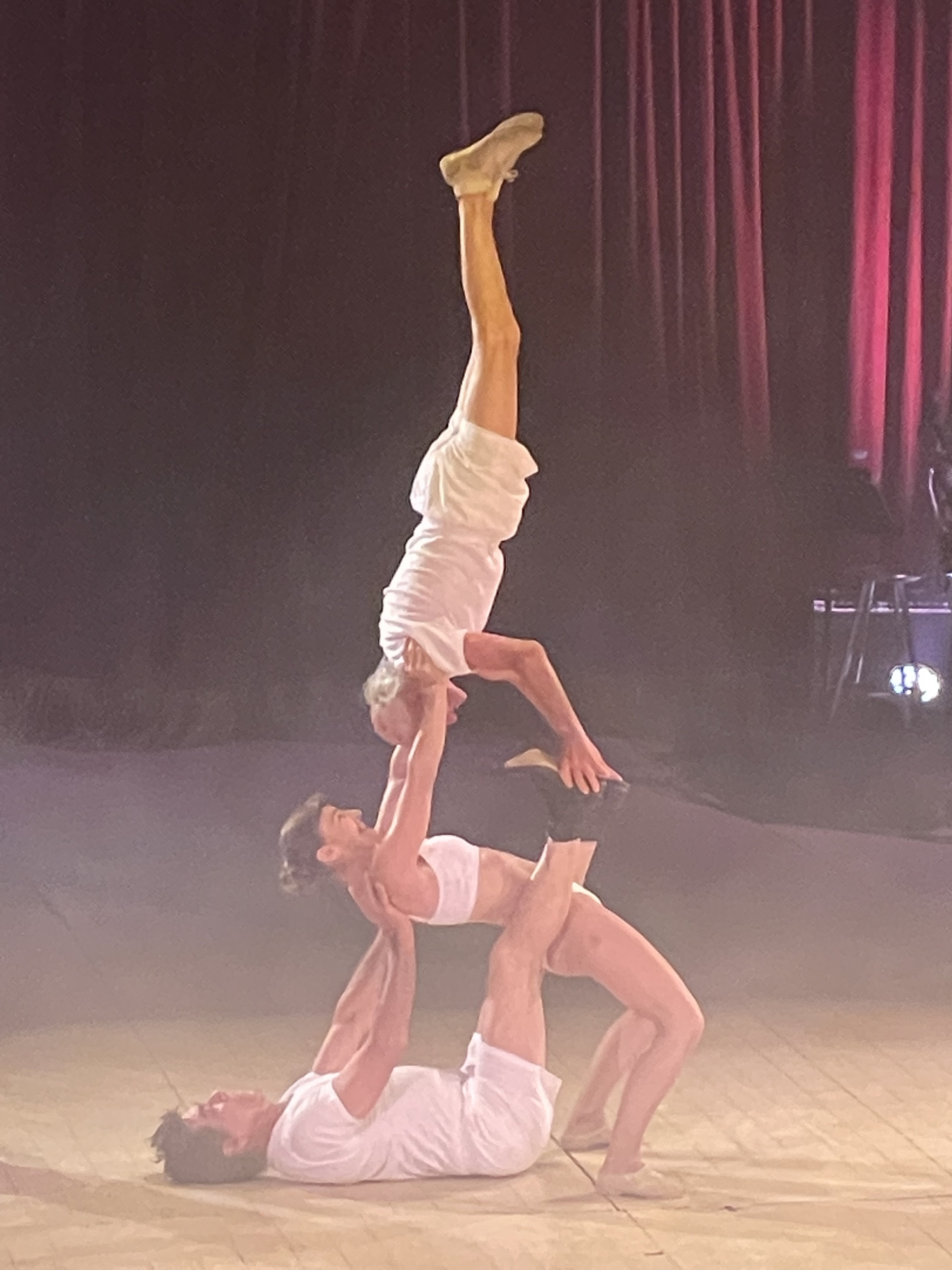
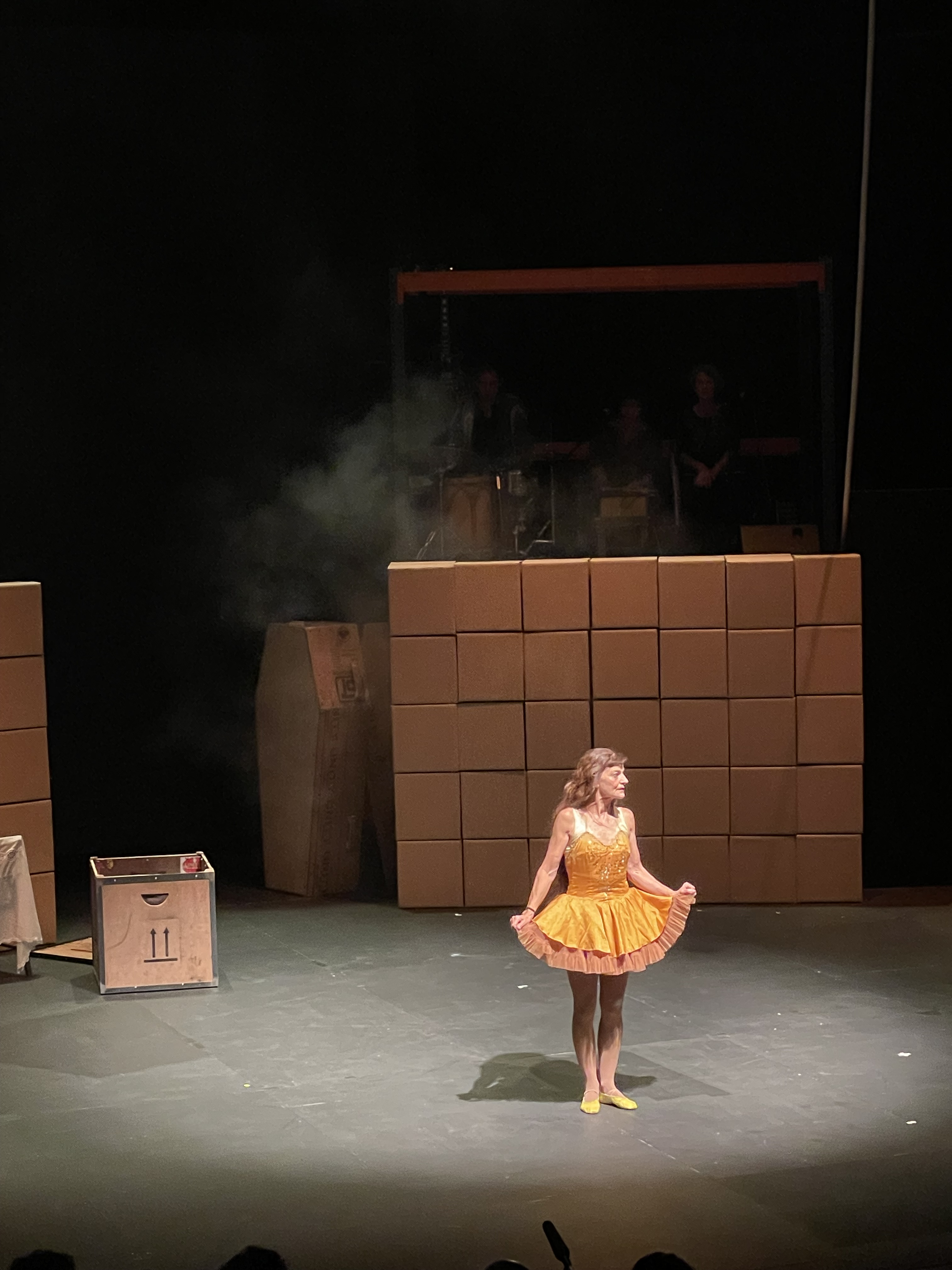
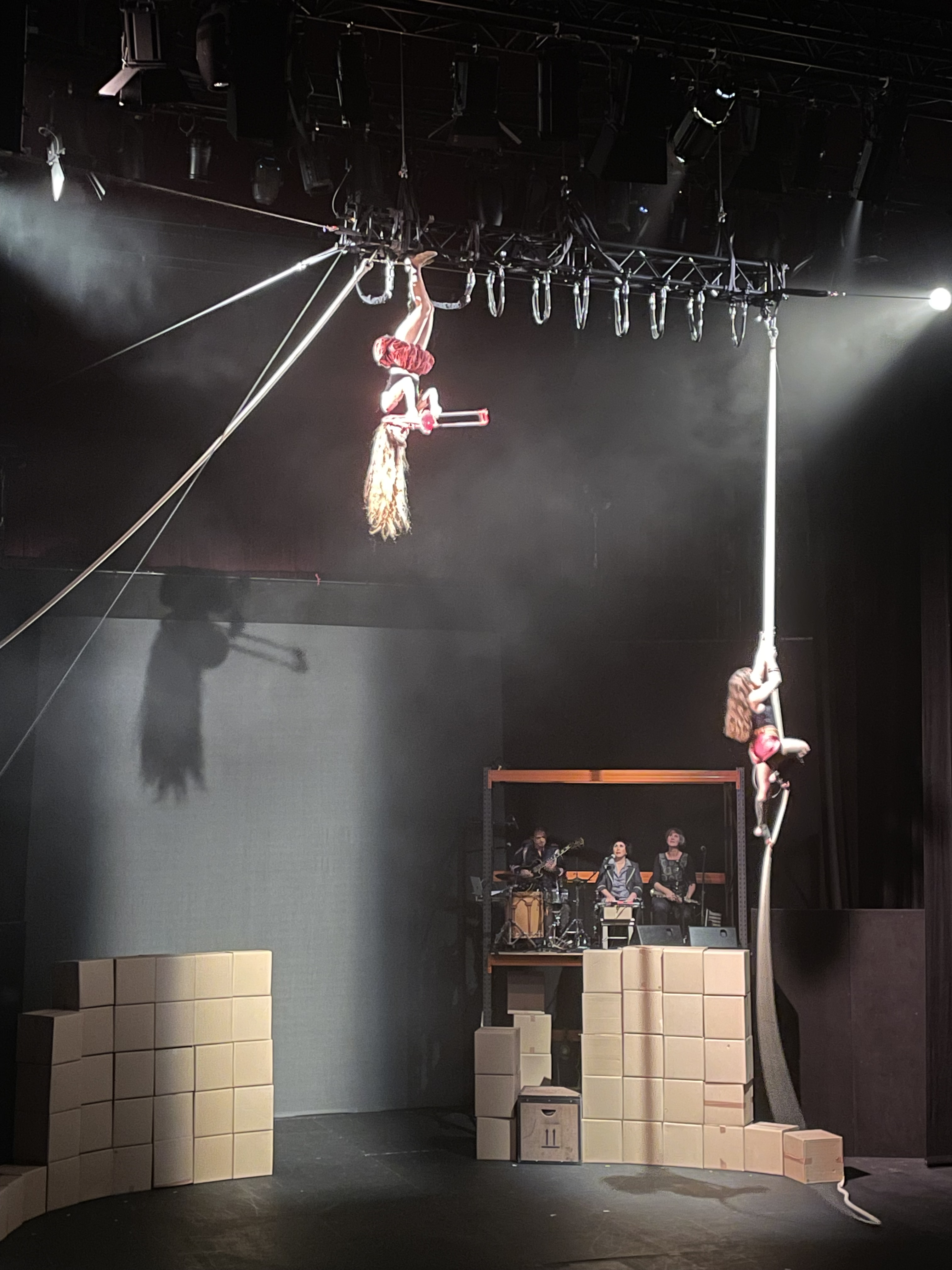
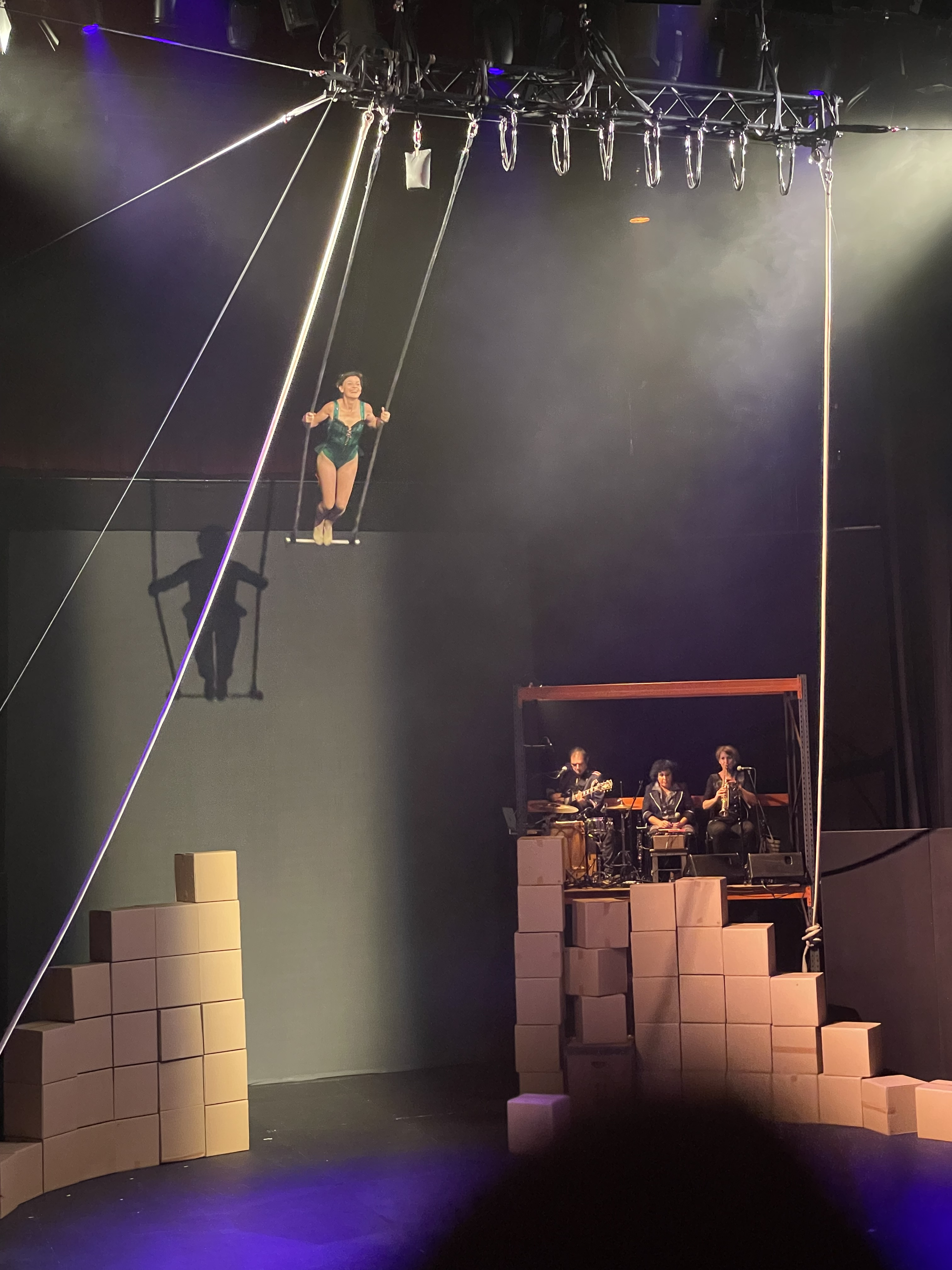
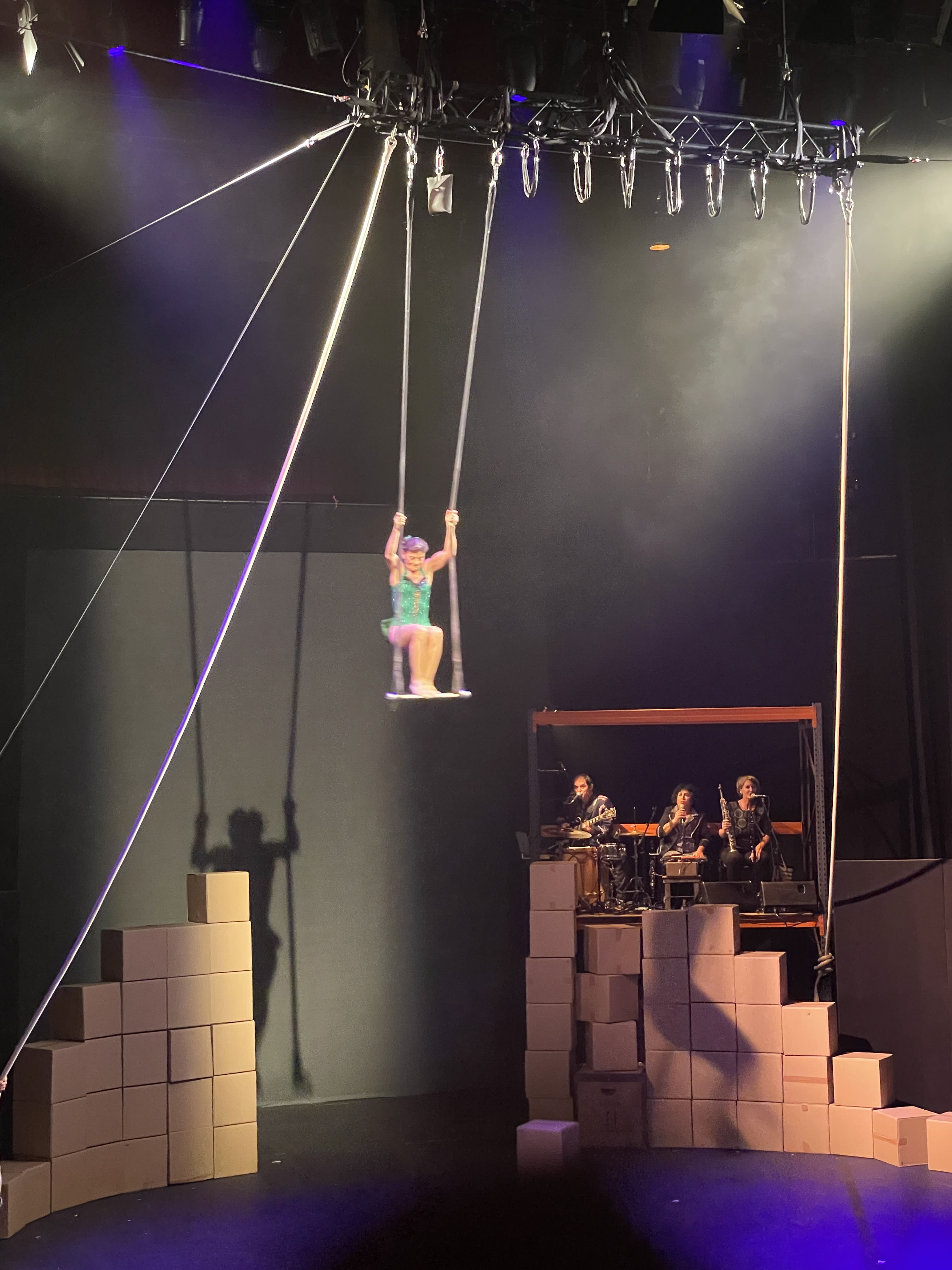
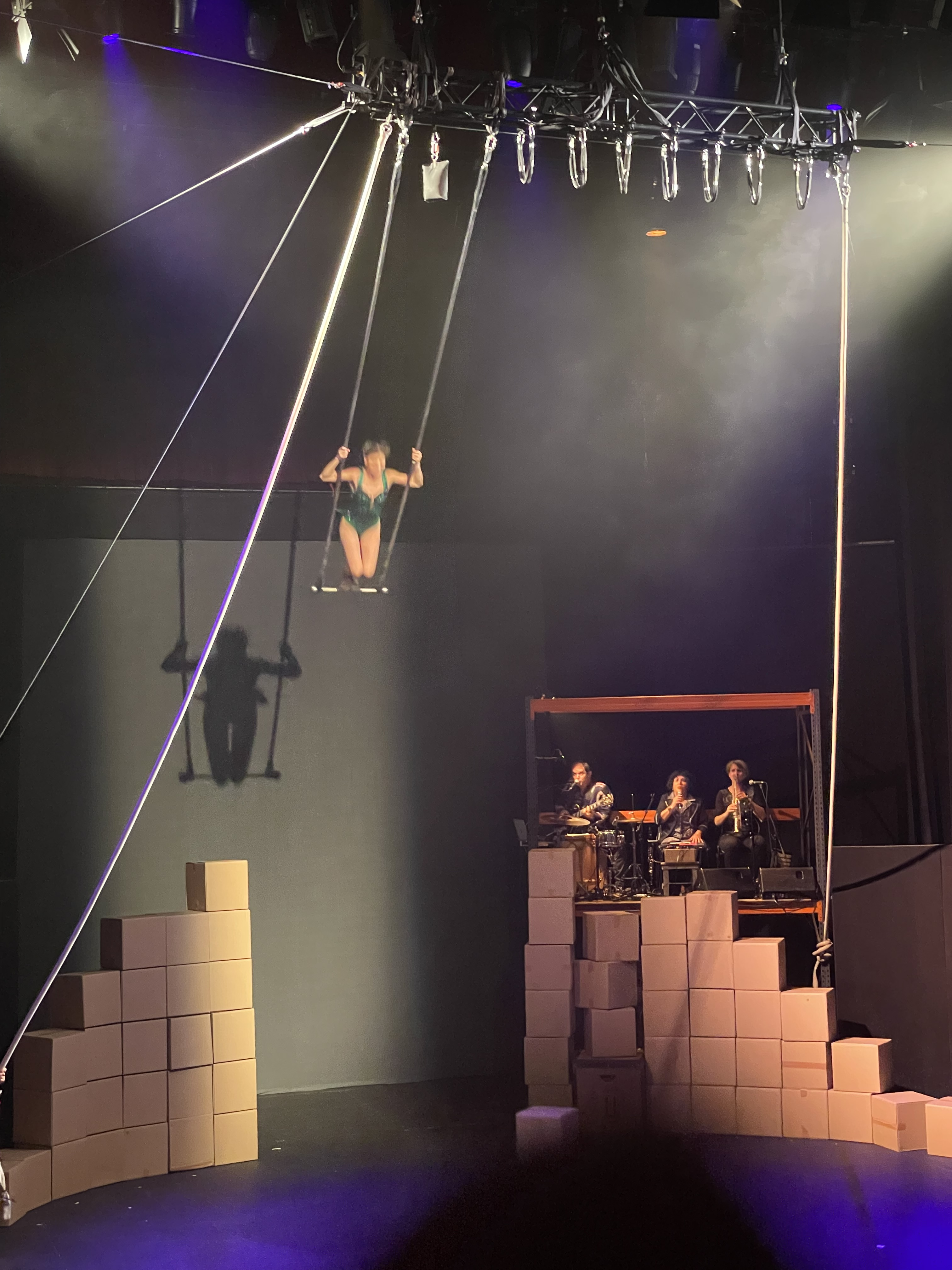
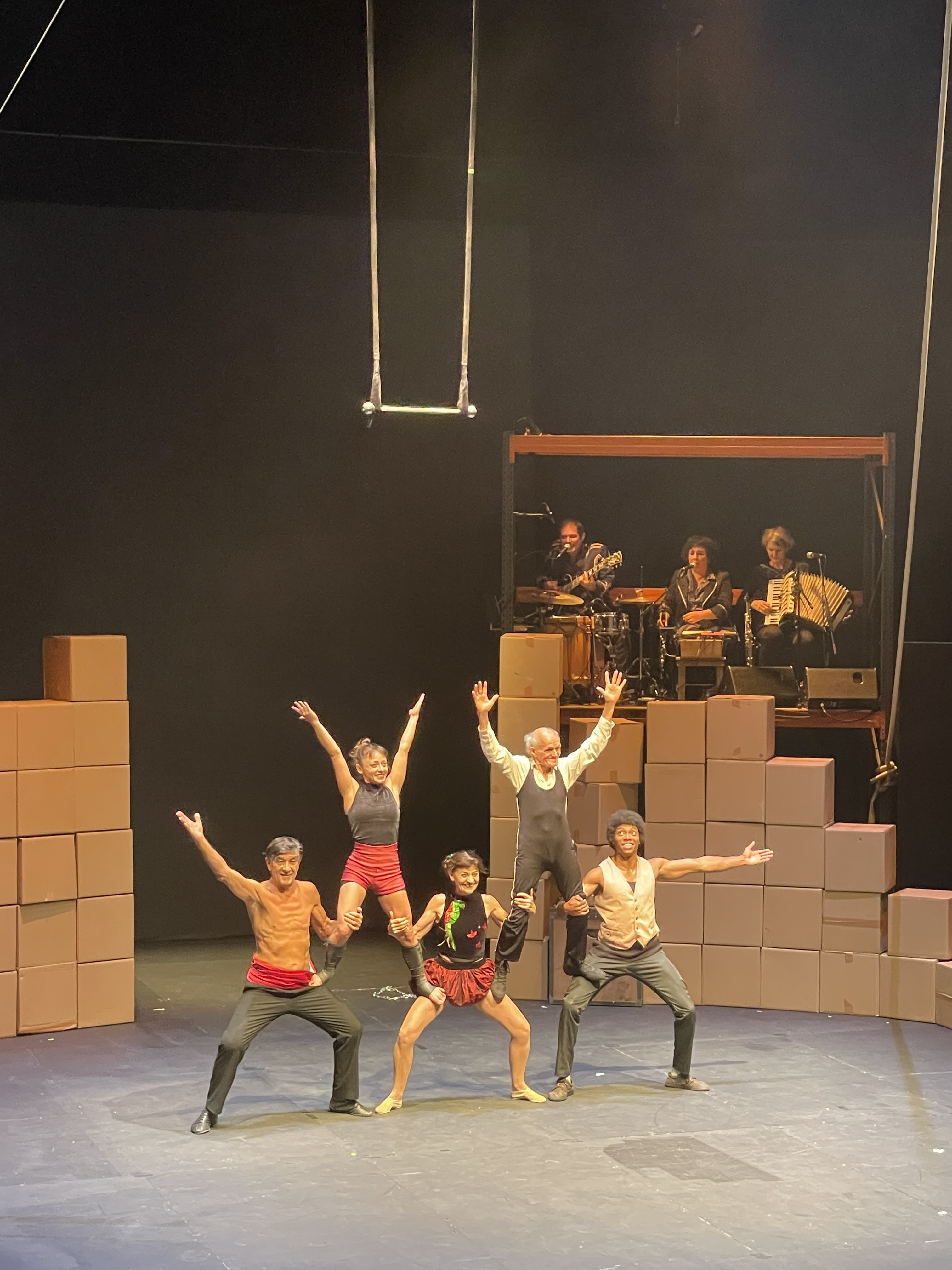
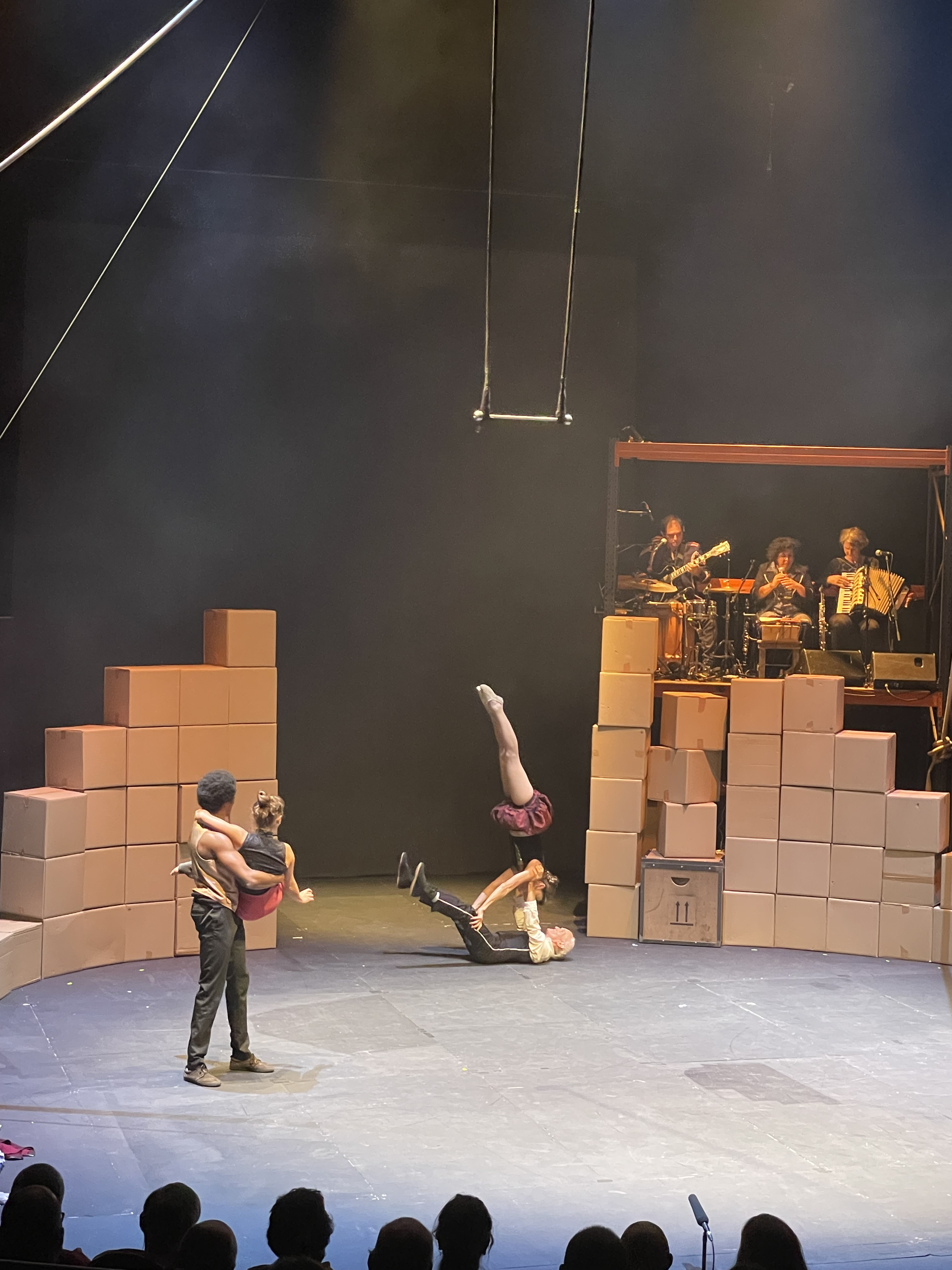